# Буркут, Иван Сидорович
Иван Сидорович Буркут (1920, Млиев, Городищенская волость, Черкасский уезд — 20 октября 1943, Киев) — сержант Рабоче-крестьянской Красной Армии, участник Великой Отечественной войны, Герой Советского Союза (1943).

## Биография
Иван Сидорович Буркут родился в 1920 году в селе Млиев (ныне — Городищенский район Черкасской области Украины). Получил неполное среднее образование, работал на родине в колхозе. В 1939 году был призван на службу в Рабоче-крестьянскую Красную Армию, служил в погранвойсках на западной границе СССР. 
С начала Великой Отечественной войны — на её фронтах. К октябрю 1943 года сержант Иван Буркут командовал отделением 42-го отдельного сапёрного батальона 136-й стрелковой дивизии 38-й армии Воронежского фронта. Отличился во время освобождения Киева.
1 октября 1943 года, несмотря на массированный огонь, Буркут переправился через реку Днепр в районе острова Казачий (ныне — в черте Киева). В течение двух суток отделение Буркута совершило 25 рейсов, переправило более 200 человек с оружием и боеприпасами, обеспечивая бесперебойность работы переправы. В критический момент боя Буркут восстановил связь между плацдармом и штабом дивизии. 
Иван Сидорович Буркут погиб в бою 2 октября 1943 года в Киеве.
Указом Президиума Верховного Совета СССР от 13 ноября 1943 года за «мужество, отвагу и героизм, проявленные в борьбе с немецкими захватчиками» сержант Иван Буркут посмертно был удостоен высокого звания Героя Советского Союза. Также был награждён орденом Ленина и медалью.

## Память
- В честь Буркута названа улица в Млиеве.
- Именем Ивана Буркута также названа улица в селе Гнедин Бориспольского района Киевской области, в освобождении которого он принимал участие. Там же Герой и погребен в братской могиле.